# Liste der Wappen in der Provinz Salerno
Die Liste der Wappen in der Provinz Salerno beinhaltet alle in der Wikipedia gelisteten Wappen der Orte in der Provinz Salerno in der Region Kampanien in Italien. In dieser Liste werden die Wappen mit dem Gemeindelink angezeigt.

## Wappen der Provinz Salerno

Wappen der Provinz Salerno
Lage der Provinz Salerno in Italien

## Wappen der Gemeinden der Provinz Salerno

Acerno
Agropoli
Albanella
Alfano
Altavilla Silentina
Amalfi
Angri
Aquara
Ascea
Atena Lucana
Atrani
Auletta
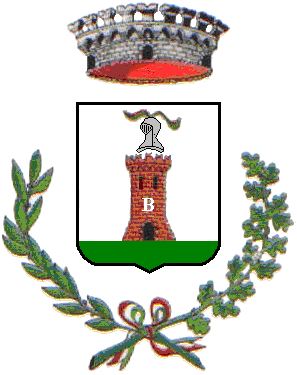
Baronissi
Battipaglia
Bellizzi
Bellosguardo
Bracigliano
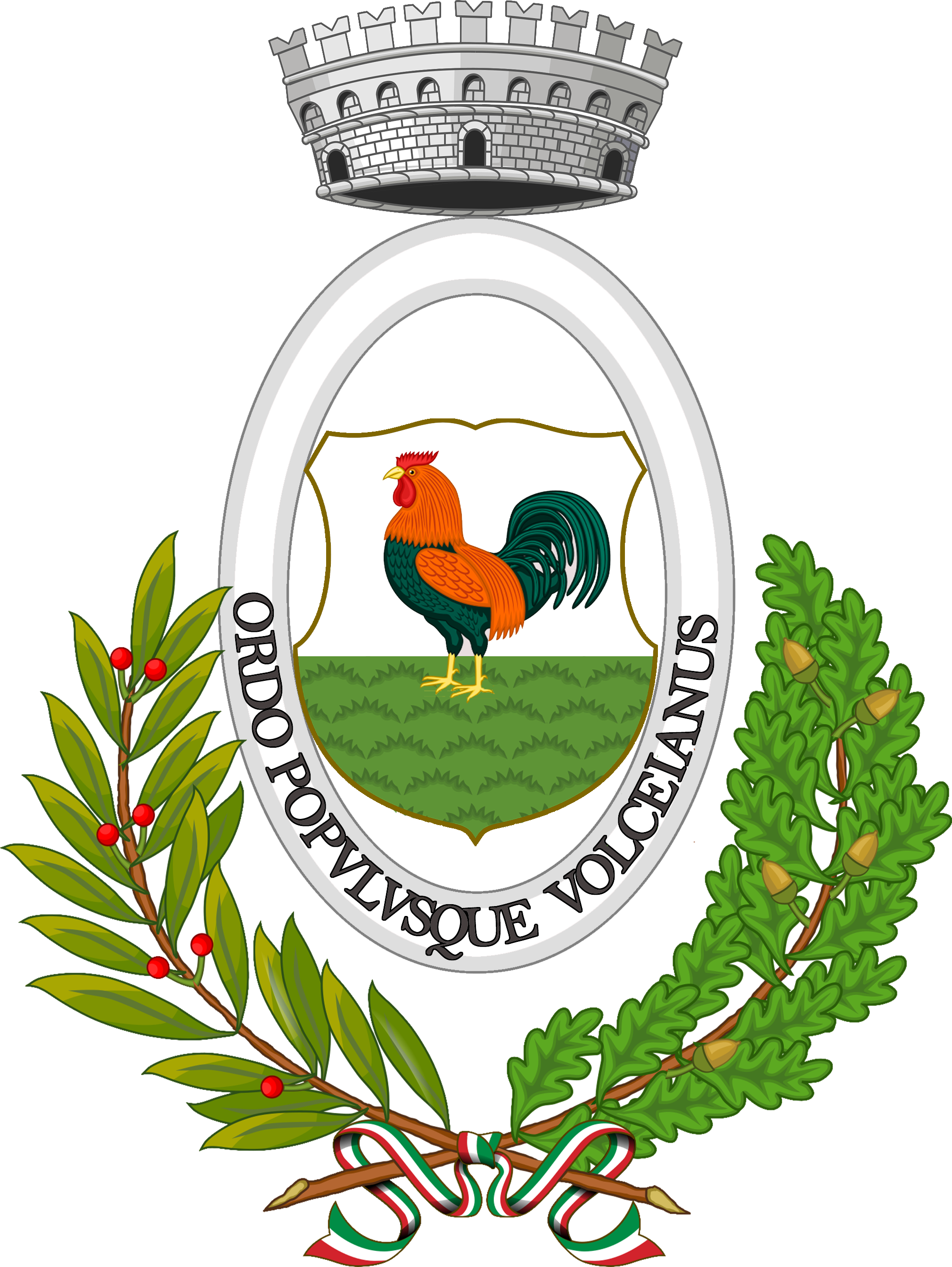
Buccino
Buonabitacolo
Caggiano
Calvanico
Camerota
Campagna
Campora
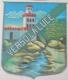
Cannalonga
Capaccio
Casal Velino
Casalbuono
Casaletto Spartano
Caselle in Pittari
Castel San Giorgio
Castel San Lorenzo
Castelcivita
Castellabate
Castelnuovo Cilento
Castelnuovo di Conza
Castiglione del Genovesi
Cava de’ Tirreni
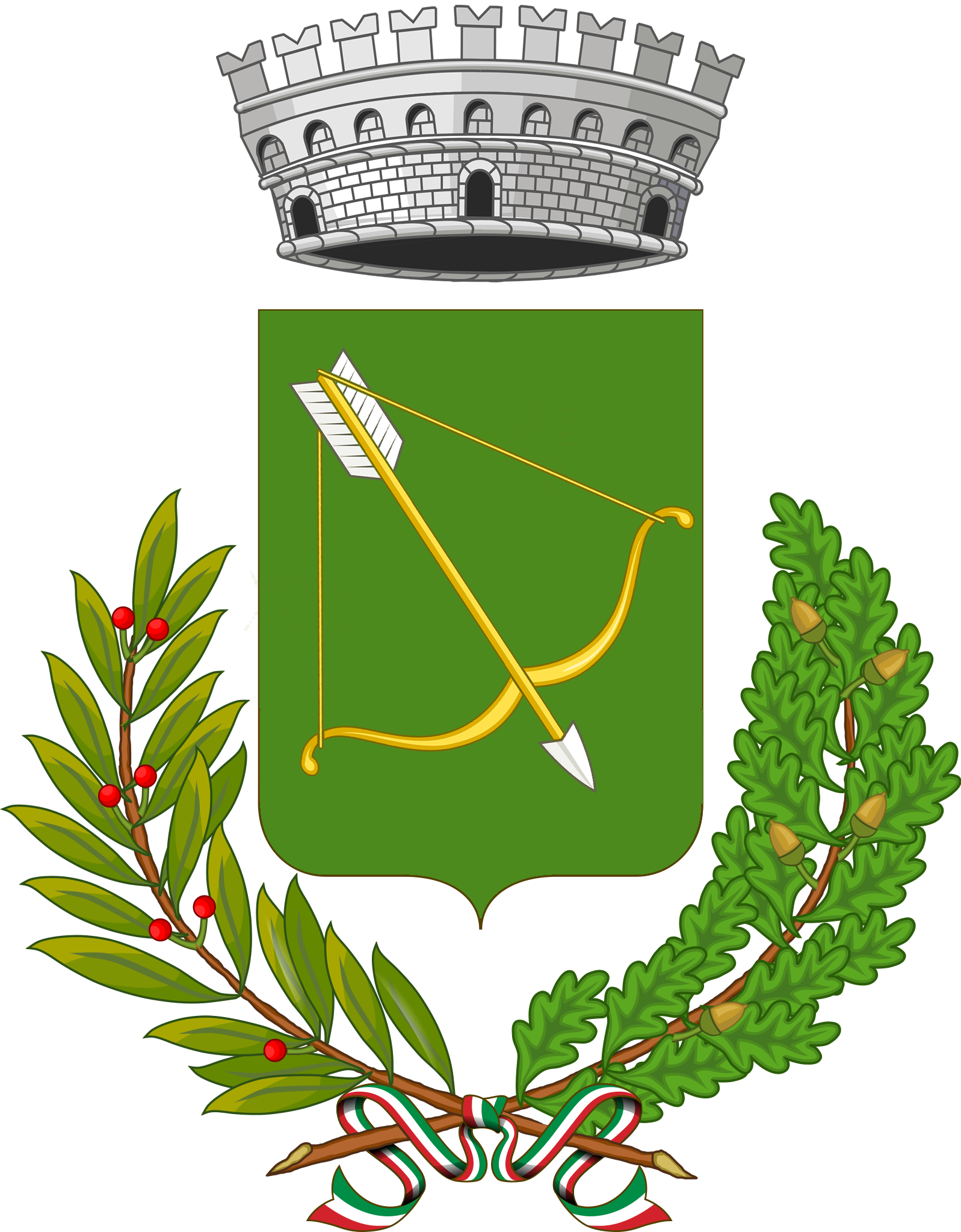
Celle di Bulgheria
Centola
Ceraso
Cetara
Cicerale
Colliano
Conca dei Marini
Controne
Contursi Terme
Corbara
Corleto Monforte
Cuccaro Vetere
Eboli
Felitto
Fisciano
Furore
Futani
Giffoni Sei Casali
Giffoni Valle Piana
Gioi
Giungano
Ispani
Laureana Cilento
Laurito
Laviano
Lustra
Magliano Vetere
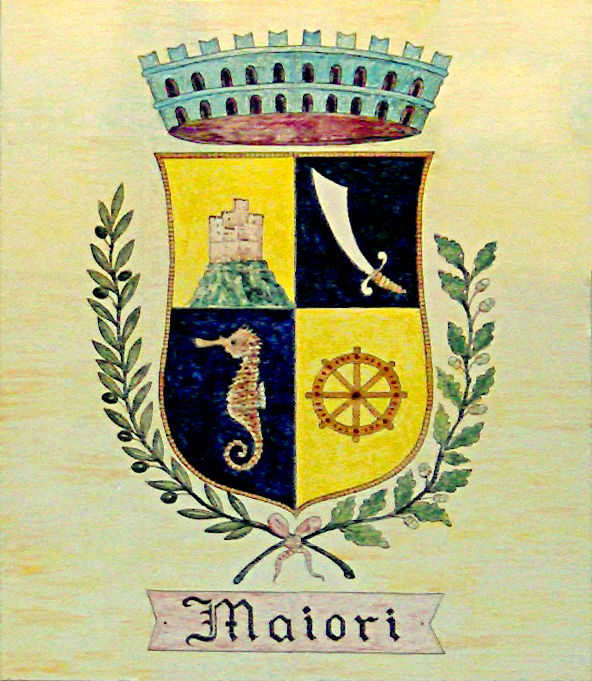
Maiori
Mercato San Severino
Minori
Moio della Civitella
Montano Antilia
Monte San Giacomo
Montecorice
Montecorvino Pugliano
Montecorvino Rovella
Monteforte Cilento
Montesano sulla Marcellana
Morigerati
Nocera Inferiore
Nocera Superiore
Novi Velia
Ogliastro Cilento
Olevano sul Tusciano
Oliveto Citra
Omignano
Orria
Ottati
Padula
Pagani
Palomonte
Pellezzano
Perdifumo
Perito
Pertosa
Petina
Pisciotta
Polla
Pollica
Pontecagnano Faiano
Positano
Postiglione
Praiano
Prignano Cilento
Ravello
Ricigliano
Roccadaspide
Roccagloriosa
Roccapiemonte
Rofrano
Romagnano al Monte
Roscigno
Rutino
Sacco
Sala Consilina
Salento
Salerno
Salvitelle
San Cipriano Picentino
San Giovanni a Piro
San Gregorio Magno
San Mango Piemonte
San Marzano sul Sarno
San Mauro Cilento
San Mauro La Bruca
San Pietro al Tanagro
San Rufo
San Valentino Torio
Sant’Angelo a Fasanella
Sant’Arsenio
Sant’Egidio del Monte Albino
Santa Marina
Santomenna
Sanza
Sapri
Sarno
Sassano
Scafati
Scala
Serramezzana
Serre
Sessa Cilento
Siano
Sicignano degli Alburni
Stella Cilento
Stio
Teggiano
Torchiara
Torraca
Torre Orsaia
Tortorella
Tramonti
Trentinara
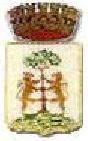
Valle dell’Angelo
Vallo della Lucania
Valva
Vibonati
Vietri sul Mare